# Обранець долі
«Обранець долі» (рос. «Избранник судьбы») — радянський художній комедійний фільм 1987 року, знятий на Одеській кіностудії режисером Всеволодом Шиловським.

## Сюжет
Музична комедія за мотивами однойменної комедії Бернарда Шоу. Одного разу Наполеон закохується в чарівну даму, яка виявляється спритною авантюристкою і з легкістю обманює велику людину.

## У ролях
- Всеволод Шиловський — імператор Наполеон
- Армен Джигарханян — Джузеппе
- Івар Калниньш — поручик Журу
- Олена Сафонова — дама
- Наталія Гундарева — служниця
- Ігор Богодух — офіцер
- Текст від автора читає Юрій Яковлєв

## Знімальна група
- Сценарист та режисер-постановник: Всеволод Шиловський
- Оператори-постановники:Микола Івасів, Георгій Рерберг (немає в титрах)
- Художник-постановник: Валентин Гідулянов
- Композитор: Олександр Журбін
- Режисер: Зоя Нечаянко
- Режисер монтажу: Валентина Олійник
- Художник по гриму: Вікторія Курносенко
- Художник по костюмах: Віолетта Ткач
- Звукооператор: Юхим Турецький
- Оператор: Олександр Лобєєв
- Комбіновані зйомки: оператор — Всеволод Шлемов, художник — Геннадій Лотиш
- Художники-декоратори: С. Карпенюк, В. Звєрєв
- Музичний редактор: Олена Витухіна
- Редактор: І. Матьяшек
- Директор картини: Алла Мещерякова